# Forest of Hands and Teeth
Forest of Hands and Teeth é o romance de estreia da escritora norte-americana Carrie Ryan. A história de ficção pós-apocalíptica sobre zumbis foi lançado em 2009 pela editora Random House Delacorte Press nos Estados Unidos, Editora Underworld no Brasil, Hachette Gollancz na Austrália e Reino Unido e entrou na lista dos bestsellers do jornal New York Times.
Este é o primeiro volume de uma trilogia planejada; o segundo livro da série, The Dead-Tossed Waves, foi lançado em 9 de março de 2010, e The Dark and Hollow Places - o terceiro e último - lançado em 2011 (nos Estados Unidos). Ao iniciar a história, uma catástrofe inexplicada tornou grande parte da raça humana em mortos-vivos canibais e sem mente. Eles vagam pela Floresta de Mãos e Dentes, procurando acabarem com um grupo de sobreviventes barricados em um pequeno vilarejo no coração dos profundos bosques. Porém, a cerca que os mantêm protegidos também lhes serve de prisão, os isolando dentro de uma sociedade distorcida, marcada pela violência, repressão e ocultismo. A floresta também influencia profundamente em todas as ações da história.

## Premiações
- Um bestseller na lista do New York Times[1]
- Selecionado pelo Junior Library Guild[2]
- #4 na lista dos melhores livros do site IndieBound Kids para a primavera de 2009[3]
- Escolhido pelo Borders Group para concorrer ao prêmio Original Voices de abril de 2009, e um dos finalistas[4]
- Nomeado pela American Library Association "O Melhor Livro para Jovens"[5]
- Selecionado para a lista de leitura (2010–2011) do Colégio TAYSHAS, pela Texas Library Association[6]
- Selecionado por bibliotecários da Denver Public Library como um dos "10 Melhores Livros Jovens de 2009"[7]
- Nomeado pela School Library Media Association da Carolina do Norte para o prêmio de melhor livro para jovens[8]
- Nomeado pelo estado americano da Georgia para o prêmio "Peach Book" (2010-2011)[9]

## Sinopse
No mundo de Mary as regras são simples. A irmandade sabe o que é melhor para você. Os Guardiões estão lá pra servir e proteger a todos. E você deve sempre prestar atenção na cerca que protege a aldeia, a cerca que protege a aldeia da Floresta das Mãos e Dentes que está cheia de zumbis. Mas, lentamente, Mary começa a desconfiar de coisas. Ela aprende coisas que nunca quis aprender sobre a Irmandade e seus segredos. E, quando a cerca é quebrada, e o mundo de Mary se torna um caos, ela vai ter que decidir entre a aldeia e seu futuro – entre aqueles que ela ama e aquele que a ama.

## Adaptação para os cinemas
A produtora Seven Star Pictures adquiriu os direitos de reprodução cinematográfica da obra The Forest of Hands and Teeth, e está acelerando o projeto. Atualmente está prometendo seu lançamento para 2012.